# Corte
Corte là một xã trong vùng hành chính Corse, thuộc tỉnh Haute-Corse, quận Corte (quận), tổng Corte. Corte nằm trên độ cao trung bình là 486 mét trên mực nước biển, có điểm thấp nhất là 299 mét và điểm cao nhất là 2.626 mét. Xã có diện tích 149,27 km², dân số vào thời điểm 1999 là 6.329 người; mật độ dân số là 42 người/km².

## Thông tin nhân khẩu
| 1962  | 1968  | 1975  | 1982  | 1990  | 1999  |
| ----- | ----- | ----- | ----- | ----- | ----- |
| 4.830 | 4.948 | 5.230 | 5.177 | 5.693 | 6.329 |

## Nhân vật nổi tiếng
- Dominique Colonna (sinh 1928), vận động viên bóng đá.